# 시차 주사 열량측정법

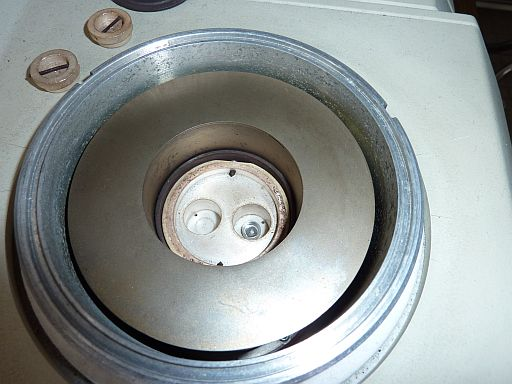
시차 주사 열량계

시차 주사 열량측정법(differential scanning calorimetry, DSC)은 시료와 기준 물질의 온도를 높이는 데 필요한 열의 차이를 온도의 함수로 측정하는 열분석 기술이다. 샘플과 참조물은 실험 전반에 걸쳐 거의 동일한 온도로 유지된다.
일반적으로 DSC 분석을 위한 온도 프로그램은 샘플 홀더 온도가 시간 함수에 따라 선형적으로 증가하도록 설계된다. 참조 샘플은 스캔할 온도 범위에 걸쳐 잘 정의된 열용량을 가져야 한다.
또한 참조 샘플은 안정적이고 순도가 높아야 하며 온도 스캔 전반에 걸쳐 큰 변화가 발생해서는 안 된다. 일반적으로 참조 표준은 인듐, 주석 (원소), 비스무트 및 납과 같은 금속이지만 폴리머 및 유기 화합물을 연구하기 위해 폴리에틸렌 및 지방산과 같은 다른 표준이 각각 제안되었다.
이 기술은 1962년 E. S. 왓슨과 M. J. 오닐에 의해 개발되었으며 1963년 분석 화학 및 응용 분광학에 관한 피츠버그 회의에서 상업적으로 소개되었다.
생화학에 사용할 수 있는 최초의 단열 시차 주사 열량계는 1964년 조지아 트빌리시에 있는 물리학 연구소에서 P. L. 프리발로프와 D. R. 모나셀리제에 의해 개발되었다. DSC라는 용어는 에너지를 직접 측정하고 열용량을 정밀하게 측정할 수 있는 이 장비를 설명하기 위해 만들어졌다.

## 같이 보기
- 화학열역학
- 유리 전이
- 상전이
- 중합체